# Primera División de Venezuela 1981
La Primera División de Venezuela 1981 fue la 25.ª edición de la Primera División de Venezuela desde su creación en 1957. El torneo fue disputado por 12 equipos. Deportivo Táchira se coronó campeón.

## Sistema de competencia
Los 12 equipos se enfrentaron entre sí, dos veces, totalizando 22 partidos cada uno, al final los mejores 8 clasificaron a la semifinal. En la semifinal se dividieron en 2 grupos cada uno de 4 equipos, donde se enfrentaron 2 veces entre sí sumando 6 partidos cada uno, al final los 2 mejorees clasificaron a la fase final. En la fase final se enfrentaron entre sí, dos veces, totalizando 6 partidos cada uno, al final el primer clasificado se coronó campeón y se clasificó a la Copa Libertadores 1982 mientras que el segundo fue subcampeón también consiguiendo un cupo para la Libertadores 1982. Por otro Lado el último descendió a la Segunda División 1982, mientras que el penúltimo jugó un play-off por la permanencia contra el subcampeón de segunda

## Equipos participantes
| Club                     | Estado           |
| ------------------------ | ---------------- |
| Atlético Falcón          | Falcón           |
| Atlético Zamora          | Barinas          |
| Deportivo Galicia        | Distrito Federal |
| Deportivo Italia         | Distrito Federal |
| Deportivo Lara           | Lara             |
| Deportivo Portugués      | Distrito Federal |
| Deportivo Táchira        | Táchira          |
| Estudiantes de Mérida    | Mérida           |
| Falcón F.C.              | Falcón           |
| Portuguesa F.C.          | Portuguesa       |
| Valencia F.C.            | Carabobo         |
| Universidad de Los Andes | Mérida           |

## Primera fase

### Clasificación
|     | Equipo                   | PTS | PJ | PG | PE | PP | GF | GC | DG  |
| --- | ------------------------ | --- | -- | -- | -- | -- | -- | -- | --- |
| 1.  | Deportivo Lara           | 32  | 22 | 11 | 10 | 1  | 28 | 11 | 17  |
| 2.  | Estudiantes de Mérida    | 32  | 22 | 12 | 8  | 2  | 27 | 11 | 16  |
| 3.  | Valencia F.C.            | 29  | 22 | 12 | 5  | 5  | 24 | 17 | 7   |
| 4.  | Universidad de los Andes | 28  | 22 | 8  | 12 | 2  | 28 | 13 | 15  |
| 5.  | Deportivo Táchira        | 25  | 22 | 9  | 7  | 6  | 22 | 14 | 8   |
| 6.  | Deportivo Galicia        | 25  | 22 | 7  | 11 | 4  | 28 | 22 | 6   |
| 7.  | Atlético Zamora          | 24  | 22 | 6  | 12 | 4  | 24 | 18 | 6   |
| 8.  | Portuguesa F.C.          | 24  | 22 | 8  | 8  | 6  | 24 | 22 | 2   |
| 9.  | Deportivo Italia         | 15  | 22 | 6  | 3  | 13 | 21 | 30 | -9  |
| 10. | Deportivo Portugués      | 12  | 22 | 3  | 6  | 13 | 22 | 36 | -14 |
| 11. | Atlético Falcón          | 11  | 22 | 0  | 11 | 11 | 9  | 27 | -18 |
| 12. | Falcón F.C.              | 7   | 22 | 2  | 3  | 17 | 12 | 48 | -36 |

|  |

|  | Clasificados a la semifinal       |
|  | Play-off de permanencia           |
|  | Desciende a Segunda División 1982 |

## Semifinal

### Grupo A

#### Clasificación
|    | Equipo                | PTS | PJ | PG | PE | PP | GF | GC | DG  |
| -- | --------------------- | --- | -- | -- | -- | -- | -- | -- | --- |
| 1. | Estudiantes de Mérida | 8   | 6  | 3  | 2  | 1  | 11 | 7  | 4   |
| 2. | Portuguesa F.C.       | 7   | 6  | 2  | 3  | 1  | 5  | 3  | 2   |
| 3. | Deportivo Lara        | 6   | 6  | 2  | 2  | 2  | 10 | 6  | 4   |
| 4. | Atlético Zamora       | 3   | 6  | 0  | 3  | 3  | 3  | 13 | -10 |

|  | Clasificados a la Fase final |

### Grupo B

#### Clasificación
|    | Equipo                   | PTS | PJ | PG | PE | PP | GF | GC | DG |
| -- | ------------------------ | --- | -- | -- | -- | -- | -- | -- | -- |
| 1. | Deportivo Táchira        | 8   | 6  | 3  | 2  | 1  | 5  | 4  | 1  |
| 2. | Valencia F.C.            | 7   | 5  | 2  | 3  | 0  | 5  | 2  | 3  |
| 3. | Universidad de los Andes | 4   | 6  | 1  | 2  | 3  | 2  | 5  | -3 |
| 4. | Deportivo Galicia        | 3   | 5  | 1  | 1  | 3  | 3  | 4  | -1 |

|  | Clasificados a la Fase final |

## Fase Final

### Clasificación
|    | Equipo                | PTS | PJ | PG | PE | PP | GF | GC | DG |
| -- | --------------------- | --- | -- | -- | -- | -- | -- | -- | -- |
| 1. | Deportivo Táchira     | 9   | 6  | 4  | 1  | 1  | 8  | 3  | 5  |
| 2. | Estudiantes de Mérida | 6   | 6  | 3  | 0  | 3  | 4  | 4  | 0  |
| 3. | Valencia F.C.         | 6   | 6  | 2  | 2  | 2  | 5  | 6  | -1 |
| 4. | Portuguesa F.C.       | 3   | 6  | 1  | 1  | 4  | 2  | 6  | -4 |

|  | Campeón, clasificado para la Copa Libertadores 1982.    |
|  | Subcampeón, clasificado para la Copa Libertadores 1982. |

### Resultados
| Estudiantes de Mérida | 2 - 0 | Valencia F.C.   | Guillermo Soto Rosa           | 8 de noviembre |
| Deportivo Táchira     | 1 - 0 | Portuguesa F.C. | Polideportivo de Pueblo Nuevo | 8 de noviembre |

| Valencia F.C.   | 2 - 2 | Deportivo Táchira     | Polideportivo Misael Delgado | 11 de noviembre |
| Portuguesa F.C. | 1 - 0 | Estudiantes de Mérida | José Antonio Páez            | 11 de noviembre |

| Valencia F.C.     | 1 - 1 | Portuguesa F.C.       | Polideportivo Misael Delgado  | 15 de noviembre |
| Deportivo Táchira | 2 - 0 | Estudiantes de Mérida | Polideportivo de Pueblo Nuevo | 15 de noviembre |

| Portuguesa F.C.       | 0 - 1 | Valencia F.C.     | José Antonio Páez   | 22 de noviembre |
| Estudiantes de Mérida | 1 - 0 | Deportivo Táchira | Guillermo Soto Rosa | 22 de noviembre |

| Deportivo Táchira     | 1 - 0 | Valencia F.C.   | Polideportivo de Pueblo Nuevo | 25 de noviembre |
| Estudiantes de Mérida | 1 - 0 | Portuguesa F.C. | Guillermo Soto Rosa           | 25 de noviembre |

| Valencia F.C.   | 1 - 0 | Estudiantes de Mérida | Polideportivo Misael Delgado | 29 de noviembre |
| Portuguesa F.C. | 0 - 2 | (C) Deportivo Táchira | José Antonio Páez            | 29 de noviembre |

## Play-off de permanencia
Atlético Falcón equipo que quedó de 11, disputó un play-off de permanencia contra el subcampeón de la Segunda División 1981: el Petroleros del Zulia, al final este resultado no sirvió de nada, ya que Atlético Falcón desapareció, tomando su lugar el Petroleros
| 5 de diciembre de 1981 | Atlético Falcón | 1:0 | Petroleros del Zulia |  |  |